# Ameriyeh, Hama
Ameriyeh, Hama (tiếng Ả Rập: العامرية) là một ngôi làng Syria nằm ở phó huyện Wadi al-Uyun ở huyện Masyaf, Hama. Theo Cục Thống kê Trung ương Syria (CBS), Ameriyeh, Hama có dân số là 402 trong cuộc điều tra dân số năm 2004.